# 1355
Cette page concerne l'année 1355  du calendrier julien. Pour l'année 1355 av. J.-C., voir 1355 av. J.-C.
L'année 1355 est une année commune qui commence un jeudi.

## Événements
- Janvier, Chine : le chef de la révolte des Turbans rouges Han Shantong est arrêté et exécuté par les Yuan[1].
- Mars : Han Lin'er est proclamé empereur de la dynastie Song[1]. La révolte des Turbans rouges s’étend à toute la Chine du sud qui est plongée dans l’anarchie.
- Juin[2] : prise par surprise et pillage de Tripoli par l'amiral génois Philippe Doria[3].

- Le khan Djanibeg conquiert l’Azerbaïdjan qu’il rattache provisoirement à la Horde d'or[4].

### Europe
- 2 janvier : Charles Grimaldi achète Roquebrune[5].
- 5 janvier : le traité de Paris signé entre le roi de France Jean II le Bon et le comte de Savoie Amédée VI établit la limite entre la Savoie et le Dauphiné[6].
- 6 janvier[7] : Charles IV de Luxembourg se fait couronner roi de Lombardie à Milan.

- 7 janvier : le roi Alphonse IV de Portugal, apprenant le mariage de son fils Pierre avec Inès de Castro, la fait assassiner. Inès a la tête tranchée dans le palais de Santa Clara à Coïmbra[8].
- 15 janvier : armistice entre Gênes et Venise[9].
- 5 février : Robert de Duras, à la tête de nobles révoltés contre la reine Jeanne, entre par trahison dans le château des Baux et ravage la Provence. Assiégé par le sénéchal Fouquet d'Agoult en juin, il capitule en août et se donne au roi de France[10].

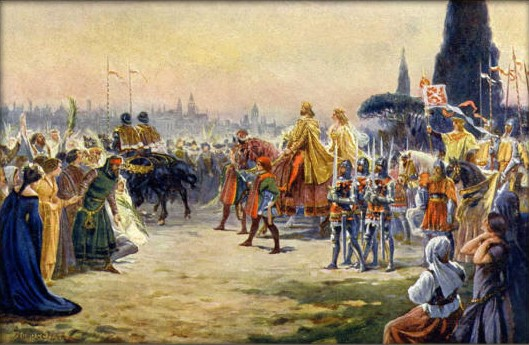
5 avril : L'empereur Charles IV de Luxembourg devant Rome. Toile d'Adolf Liebscher (1857-1919)

- 5 avril : l'empereur Charles IV de Luxembourg se fait sacrer à Rome à Pâques. Il renonce à toute prétention sur les États de l'Église et le royaume de Naples[11].

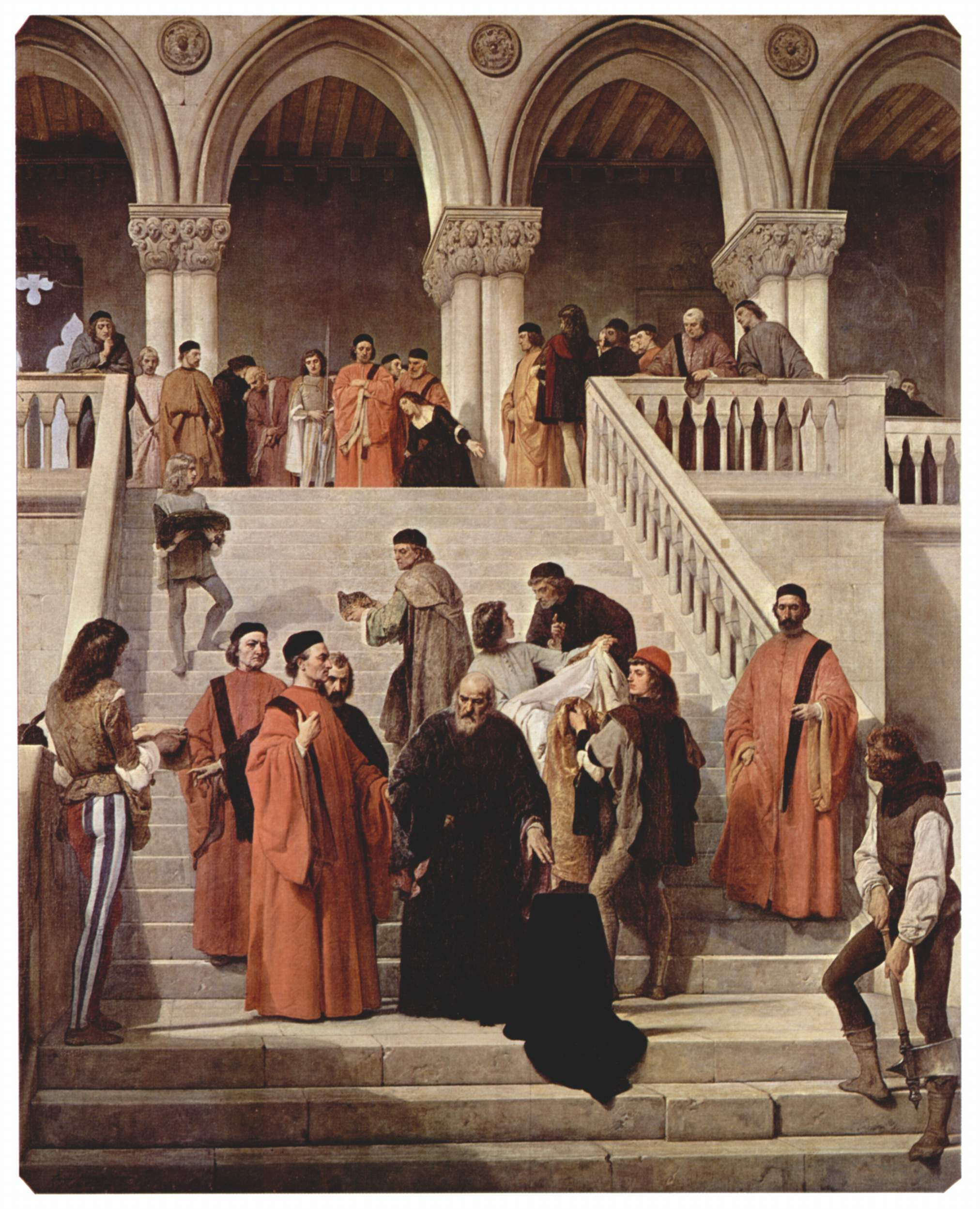
17 avril : La dernière heure du Doge Marino Faliero, toile de Francesco Hayez Milan, Academia di Belle Arti di Brera

- 15 avril : tentative de coup d'État du doge de Venise Marino Faliero. Il est exécuté le 17 avril après son procès par la Zonta élue pour l'occasion[12]. La Zonta, constituée jusqu’alors en cas d’urgence par le Conseil des Dix et le doge, devient permanente. Elle correspond à l’organe de Haute Police, gère l’administration financière et diplomatique et veille à la protection de l’État.
- 1er juin : Gênes et Venise signent une paix blanche temporaire à Milan[13].
- 17 juillet : le corsaire génois Francesco Gattilusio (en) devient archonte de Lesbos[14]. L'île de Samothrace devient possession de la famille génoise des Gattilusi.
- 10 septembre : traité de Valognes entre Jean le Bon et Charles le Mauvais[15].
- 29 septembre : Matteo II Visconti, qui régnait sur Plaisance, Parme et Bologne est assassiné par ses frères à Monza[16].
- 16 octobre : début du règne de Frédéric III de Sicile sous la régence de sa sœur Euphemia (1355-1357)[17].
- 25 novembre : Albert II le Sage, archiduc d'Autriche de la Maison de Habsbourg abroge le principe de la primogéniture et déclare ses quatre fils, Rodolphe le Magnanime, Albert, Frédéric et Léopold égaux devant sa succession[18].
- 2 décembre : les États généraux de langue d'oïl sont réunis à Paris à la demande du roi Jean II le Bon pour obtenir des subsides dans la guerre contre les Anglais. Ils accordent une subvention exceptionnelle[19].
- 5 décembre : extinction de la famille régnante de Brabant à la mort de Jean III de Brabant[20].
- 15 décembre : l'empereur byzantin Jean V Paléologue écrit une lettre au pape lui promettant l'Union des Églises en échange de l'aide occidentale[21].
- 20 décembre : début du règne de Stefan Uroš V en Serbie.
- 28 décembre, France : les États généraux votent la grande ordonnance (sur le modèle de la Grande Charte anglaise de 1215), limitant les pouvoirs royaux et marquant un renforcement du Parlement[6]. Le prévôt des marchands Étienne Marcel et Robert Le Coq sont les chefs de la bourgeoisie d’opposition. Elle sera promulguée le 3 mars 1357.